# Peter Nirsch
Peter Nirsch (1540 circa – Neumarkt in der Oberpfalz, 18 settembre 1581) è stato un serial killer tedesco che tra il 1570 e il 1581 uccise 820 persone.

## Biografia
Peter Nirsch si trasferì in Franconia (regione tedesca che comprendeva alcune zone a nord della moderna Baviera, altre a sud dell'attuale Turingia e, per ultimo, una nordorientale della Baden-Württemberg) nel 1580, una volta stabilitosi lì, uccise la moglie in stato di gravidanza profanandone il corpo. Aprì il ventre della donna estraendo il feto, sul quale praticò un'incisione per estrarne il cuore e mangiarlo: tale esperienza antropofaga gli piacque molto.
Quello non fu però il suo primo omicidio; nella zona attorno al fiume Reno, l'uomo uccise circa 300 persone prima della compagna, tra le quali trentanove donne incinte. Nel Württemberg ne assassinò altre 253, poco dopo si spostò nella zona di Ulm e Augusta, fino ad arrivare nell'area del Danubio. Nel suo viaggio di morte giunse anche in Austria, dove provocò la morte di altre dodici gestanti e per ultimo attorno a Praga ed alla Boemia, assassinò 240 persone, tra cui altre diciotto donne incinte.
Tornato in Germania, a Ratisbona, si diresse verso Norimberga. Durante il tragitto però si fermò a Neumarkt – cittadina posta vicino all'omonima città bavarese, ad oggi localizzata nel distretto dell'Alto Palatinato, dove affittò una stanza in una locanda per passarvi un paio di giorni. Quando si recò ai bagni pubblici lasciò i propri averi – contenuti in una grossa sacca – al proprietario dell’edificio. Fu lì che venne identificato da due persone che lo riconobbero dalle sue due particolari dita storte e da diverse cicatrici che aveva sul corpo, tra cui la più evidente sulla mascella.
I due uomini seguirono Peter Nirsch fino alla locanda, dove si fecero mostrare dal proprietario il contenuto della sacca. Tra le tante cianfrusaglie contenute, furono ritrovati anche alcuni oggetti usati come rituali magici. Venne subito avvisato quello che all'epoca fu il sovrintendente della città, che prontamente fece arrestare Nirsch inviando quaranta soldati nel luogo in cui si era temporaneamente stabilito. Sottoposto ad interrogatorio, a partire dal 16 settembre 1581 l'imputato subì delle torture: gli vennero inferti dei tagli su cui versarono olio bollente e piombo fuso, oltre alle frattura di gambe e braccia.
Dopo la lenta agonia, Nirsch confessò tutti i suoi crimini, venne ritenuto colpevole di 820 omicidi e condannato a morte tramite squartamento. Il 18 settembre 1581 venne giustiziato, il suo cadavere fatto a pezzi ed i suoi resti appesi a cinque pali ubicati in diverse zone della città. Nirsch arrivò a perpetrare tali efferati gesti, oltre a causa di un grave disturbo mentale, anche a causa di credenze di magia nera. Credeva, ad esempio, che alcuni rituali quali l'uccisione di donne incinte e la conseguente morte del feto, potessero recargli benessere e che tali "sacrifici" evitassero la nascita di bambini disabili o omosessuali.